# Желтоклювый сорокопут
Желтоклювый сорокопут (лат. Lanius corvinus) — вид птиц из семейства сорокопутовых. Выделяют три подвида. Распространён в Африке.

## Описание

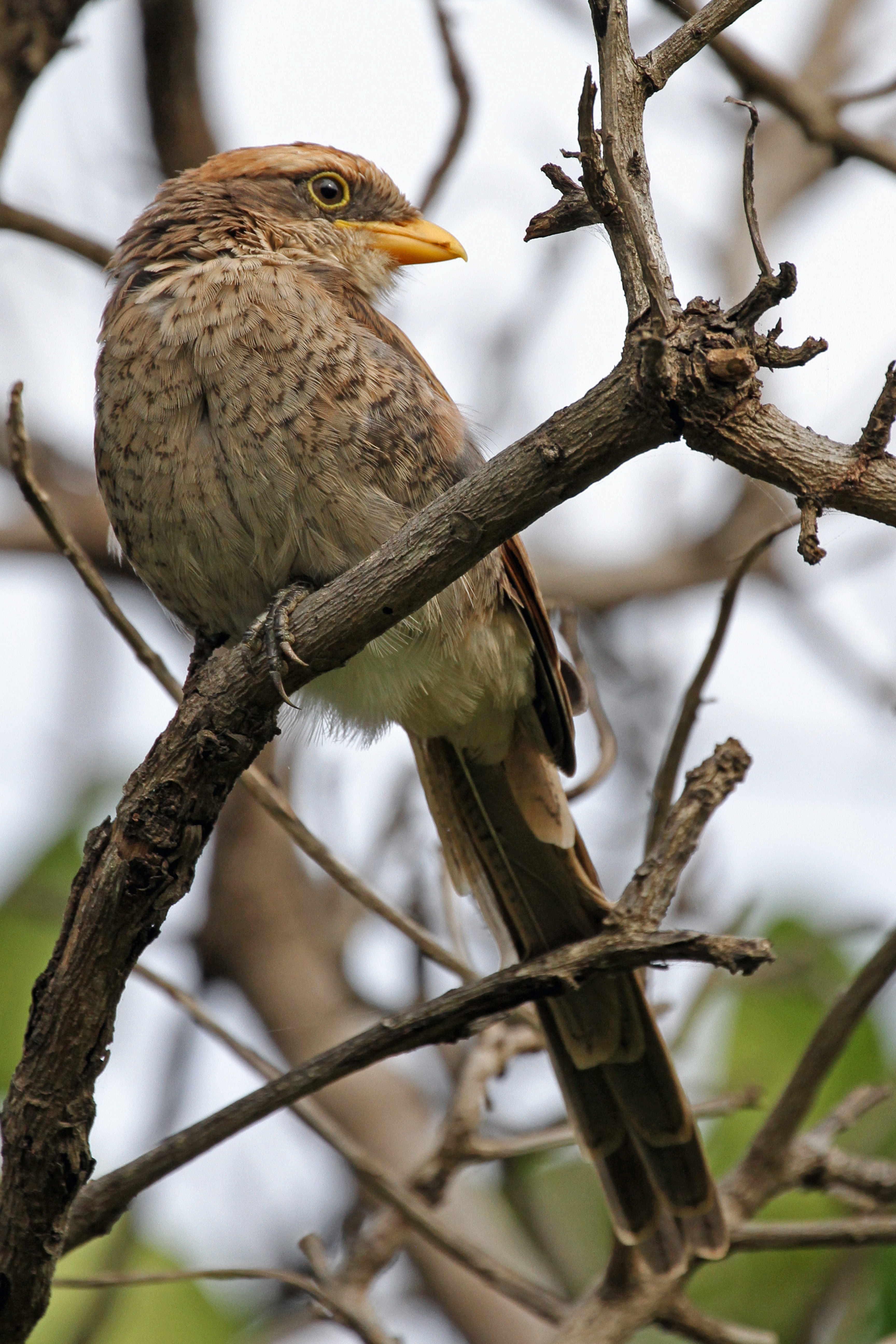

Желтоклювый сорокопут — довольно крупный сорокопут средней длиной 32 см и массой от 58 до 80 г, с длинным хвостом и короткими крыльями. Наклювье с выступающим предвершинным зубцом изогнуто книзу у вершины, подклювье прямое с выемкой напротив зубца надклювья. Верхняя часть тела коричневого или серовато-коричневого цвета, испещрена короткими тёмными линиями. Крылья тёмно-коричневые, первые трети первостепенных маховых перьев тёмно-бордового цвета. Это создаёт видимость сплошного поля данного цвета на крыльях у сидящей птицы, но в полёте проявляется в виде широкого серпа на трети крыла. Голова, макушка и шея красновато-коричневые, иногда желтовато-коричневые. От основания клюва через глаз к ушным впадинам тянется тёмная маска. Нижняя сторона грязно-белая, с мелкими тёмными штрихами, особенно на груди и боках, иногда слегка полосатая, волнистая или сетчатая.  Рулевые перья тёмно-коричневого цвета с тонкой светло-красноватой окантовкой; некоторые из них с беловатыми точками на кончике. Радужная оболочка тёмно-коричневая, окологлазное кольцо жёлтое; ноги зеленовато-серые, клюв жёлтого цвета.
Половой диморфизм выражен слабо. Различия в размерах и весе, по-видимому, отсутствуют; различается окраска оперения по бокам тела: у самцов эта область лишь немного темнее, чем остальная часть брюха, а у самок она ярко-тёмно-бордовая.

## Подвиды и распространение
Выделяют три подвида :
- L. c. corvinus Shaw, 1809 —	от юга Мавритании до севера Гвинеи и на восток до Нигера и Нигерии
- L. c. togoensis (Neumann, 1900) — от Гвинеи и Сьерра-Леоне на восток до юга Чада и запада и центра Судана
- L. c. affinis (Hartlaub, 1857) — юг и юго-запад Судана, запад Кении, север Уганды и северо-восток Демократической Республики Конго